# Borut Pust
Borut Pust, slovenski zdravnik internist-kardiolog in pedagog, * 30. januar 1938, Novi Sad.
Borut Pust je leta 1962 diplomiral na Medicinski fakulteti v Ljubljani. Specializacijo je opravil 1969 in 1973 doktoriral. Izpopolnjeval se je v Nemčiji in  Združenem kraljestvu.
Leta 1964 se je zaposlil na Interni kliniki v Ljubljani. Od leta 1969 je predaval na Katedri za interno medicino Medicinske fakultete v Ljubljani, kjer je 1989 postal redni profesor. Sam ali s sodelavci je objavil preko 130 strokovnoznanstvenih člankov v slovenskih in tujih revijah.